# Новгородская берестяная грамота № 955

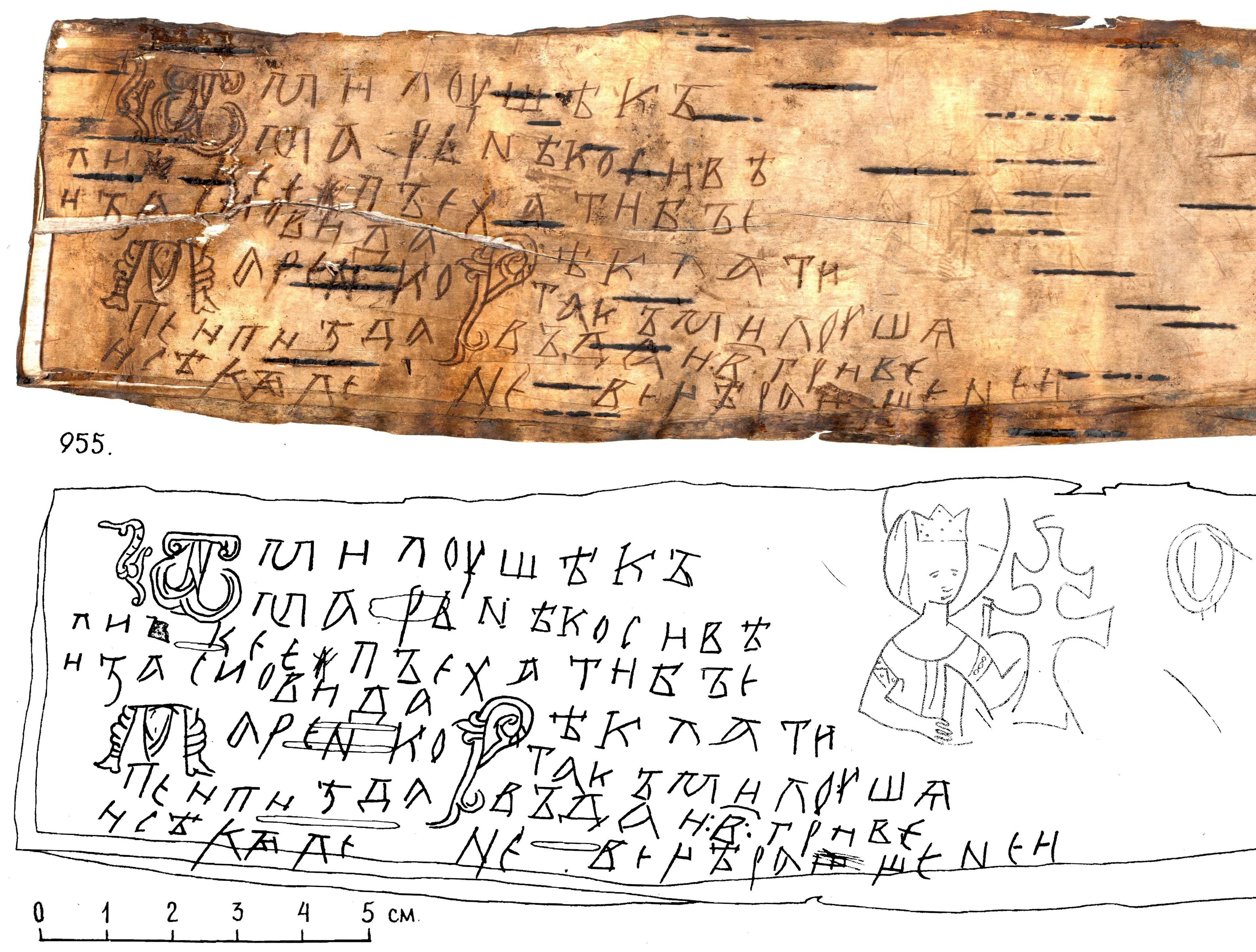
Новгородская берестяная грамота № 955 (XII век): письмо от свахи Милуши к Марене

Берестяная грамота № 955 — берестяная грамота, найденная в 2005 году при раскопках в Новгороде.
Документ датируется 1130—1140-ми (внестратиграфически до 1190-х) годами (XII век) и содержит рисунок и текст, включающий в себя эротическое ненормативное изречение, являвшееся частью народного свадебного ритуала. Текст от руки украшен буквицами в подражание рукописям.
Найдена на Троицком-XIV раскопе в слое второй половины XII века вместе с грамотой № 956.
Текст
Ѿ МилУшѣ къ Марьнѣ. Коси вѣликее пъехати бъ еи за Сновида.
Маренко! пеи пизда и сѣкыле!
Рѣкла ти! такъ Милушѧ: въдаи 2 гривене вецѣрашенеи.
Перевод текста
Основной текст: «От Милуши к Марене. Большой Косе — пойти бы ей замуж за Сновида. Маренка! Пусть же напьются пизда и клитор!»; приписка: «Говорит (дословно — «сказала») тебе Милуша: дай две гривны вчерашние».
А. А. Зализняк указывает на возможную трактовку гендиадиса Д. Коллинзом как «пизда и член», но это не находит подтверждения в тексте публикации.
Как отмечает А. А. Зализняк, «эта формула (‘пусть пьёт vulva’) в буквальном виде неоднократно отмечена в фольклорных записях XIX—XX веков. Она явно связана со „срамными“ песнями, составляющими важную часть народного свадебного ритуала, исконная функция которых состоит в том, чтобы магическим путём способствовать плодородию, продолжению рода».
Слово «пизда» на камне в Софии Полоцкой почти на век старше надписи на старорусской берестяной грамоте 35 — середина XI века.